# Аушкапс, Юлийс
Юлийс Аушкапс (2 июня 1884 — 3 августа 1942) — химический технолог, работник социальной политики, декан химического факультета Латвийского университета, профессор, ректор Латвийского университета, министр образования Латвийской Республики. После оккупации Латвии его депортировали в СССР и расстреляли за «измену».

## Биография
Родился 2 июня 1884 года в приходе Байжкалнс (ныне Раунская волость) в семье учителя Яниса Аушкапса, младший его сын. Первое образование он получил в школе своего отца в Байжкалнской волости. В 1896—1902 учился в реальной школе К. Миллера (Зариня Карлиса) города Цесис. После этого он работал домашним учителем в Новгородской губернии в течение одного года, а в 1903 году поступил на химический факультет Санкт-Петербургского технологического института, который окончил с отличием в 1910 году по специальности инженер-технолог.
В 1911 году он начал работать доцентом химии в Санкт-Петербургском женском политехническом институте и был соавтором Технической энциклопедии. Параллельно в 1910—1913 гг. Я. Аушкапс читал лекции по химии на вечерних курсах Русского технического общества. В 1913 году Я. Аушкапас был избран секретарем Международной секции химии красителей и сдал экзамены на получение академического ценза в Петербургском технологическом институте. В начале Первой мировой войны в 1914 году Я. Аушкапс был призван в армию в качестве офицера запаса. После серьезной травмы в 1915 г. он присоединился к академику В. Ипатьеву и разработал новый метод получения ароматических углеводородов из нефти. В 1915 году Я. Аушкапс был назначен председателем Поволжского бюро по производству серной кислоты и до 1919 года работал на различных должностях в Главном артиллерийском управлении России.
Во время гражданской войны в России в 1919 году Я. Аушкапс поддерживал Белое движение, был взят в плен большевиками и до 1920 года находился в различных российских концентрационных лагерях и тюрьмах. В 1920 году он был освобожден из тюрьмы и получил указание руководить строительством Уральской центральной научно-технической лаборатории, в то же время будучи избранным профессором технологии органической химии в Уральском горном институте.
В 1920 году Я. Аушкапу удалось вернуться в Латвию, где он был избран доцентом кафедры химического волокна и технологии красителей на химическом факультете Латвийского университета. Я. Аушкапс также преподавал химию в частной гимназии Р. Клаустиньша и одновременно возглавлял кафедру естественных наук в Латвийском народном университете (при большевистском режиме П. Стучки). В 1922/23 — 1923/24 учебном году он был избран секретарем химического факультета Латвийского университета, а в 1924—1926 годах деканом факультета. За это время Ю. Аушкапс защитил докторскую диссертацию «Попытка количественно оценить спектры поглощения органических красителей» и получил степень доктора химической технологии и звание профессора. В 1927 году Я. Аушкапс был избран членом Научно-технической комиссии Римского международного сельскохозяйственного института. С 1927 года Я. Аушкапс был заместителем председателя Латвийского химического общества. В 1933 году профессор Аушкапс был избран ректором Латвийского университета.
В 1938 году Карлис Улманис назначил его министром образования. После оккупации Латвии в июле 1940 года Юлий Аушкапс был снят со всех должностей. В июне 1941 года он был арестован и вывезен в СССР, где 15 июня 1942 года в Свердловской (бывшей Екатеринбургской) тюрьме специальный суд НКВД приговорил Я. Аушкапа к смертной казни через расстрел за «измену Родине», который был приведён в исполнение 3 августа 1942 года.

### Исполняющий обязанности министра образования
Министр Аушкапс участвовал в разработке Конституции Елгавской сельскохозяйственной академии, которая была принята Кабинетом министров 20 декабря 1938 года.
В начале этого нормативного акта были сформулированы характер и задачи нового вуза: «1. Елгавская сельскохозяйственная академия является высшим сельскохозяйственным и лесным научно-образовательным учреждением в стране. Его задача — содействовать научным исследованиям и распространению науки среди населения, а также предоставлять своим студентам высшее образование в области сельского и лесного хозяйства, а также заботиться об их воспитании. Академия расположена в Елгаве, в Мемориальном дворце Виестурса. 2. Академия имеет два факультета: 1) Сельского хозяйства и 2) Лесного хозяйства. 3. Академия является автономным государственным учреждением со всеми правами юридического лица, которое на основании своей конституции самостоятельно формирует свою жизнь и выполняет свои научно-педагогические, а также административные и экономические задачи. Академия должна была управляться ректором, проректором, советом и советом, деканами факультетов, секретарями и советами, секретариатом и ревизионной комиссией. В органах управления могли работать только граждане Латвии.
Конституция предусматривала избрание ректоров из штатных профессоров Академии с правом переизбрания, однако они не могли занимать эту должность более шести лет без перерыва. Очередные выборы ректора проводятся в конце учебного года, когда срок его полномочий истекает. Избранный ректор утверждается Кабинетом министров. Ректор является председателем правления Академии. Совет, членами которого являются проректор, деканы факультетов и секретарь Академии, управляет, направляет, объединяет, координирует и контролирует повседневную деятельность всей Академии и ее факультетов и решает все вопросы академии.
В состав Совета Академии входят штатные профессора и доценты, один внештатный профессор Академии, делегат доцентов, частные доценты и преподаватели, а также один делегат государственных ассистентов. Совет является высшим органом университета, который выдвигает и принимает решения по всей научной, педагогической и административно-хозяйственной деятельности Академии. Избирает ректора, проректора и ревизионную комиссию; профессора, доценты и частные доценты; почетные члены академии; утверждает преподавателей и ассистентов, избираемых факультетами, присуждаемые ими степени, студенческие организации и группы и т. д.»

## Награды и почести
Награжден II (1934) и III (1933) орденами Трёх звёзд, Крестом признания I степени № 4 (16 ноября 1938) и несколькими иностранными орденами.